# Renault Captur
El Renault Captur es un automóvil todocamino del segmento B que el fabricante francés Renault comenzó a comercializar en el año 2013. Tiene motor delantero transversal, tracción delantera y carrocería de cinco puertas. Utiliza la misma plataforma del Renault Clio IV entre otros modelos de la alianza Renault-Nissan, y se fabrica en Valladolid, España. El Captur reemplaza indirectamente al monovolumen Renault Modus, y tiene entre sus rivales el Citroën C4 Cactus, Fiat 500X, Opel Crossland X, Opel Mokka, Mazda CX-3, Mini Countryman, Nissan Juke y Peugeot 2008. El Captur se presentó oficialmente en el Salón del Automóvil de Ginebra de 2013. El modelo francés recibió una reestilización que presentó en el Salón del Automóvil de Ginebra de 2017

## Primera generación

### Fabricación
El Renault Captur comenzó a fabricarse con un solo turno de trabajo con 300 unidades diarias, a los pocos meses tras la buena acogida del modelo Renault contrató a 600 personas más para el segundo turno. En octubre de 2014 se recuperó el tercer turno y se fabrican hasta 5600 vehículos semanales lo que supuso la contratación de 450 personas más.

### Equipamiento
Todos los modelos cuentan con un sistema de ayuda al arranque en pendiente y control de crucero, además de la posibilidad de quitar las funda a los asientos para poder lavarlas. El modelo Captur presenta tres líneas de equipamiento. La opción "Life" cuenta con el equipamiento básico de serie. Será necesario por ejemplo, adquirir el Pack Basic para equipar el Renault con Bluetooth, USB o radio CD. Un poco más arriba en el nivel de equipamiento es la opción "Intens" que si se combina con el Pack Visibilidad y Confort, tendremos sensores ambientales que activarán los diferentes accesorios del vehículo. También trae espejos eléctricos, cámaras y sensores de aparcamiento, además de climatizador. La opción "Zen", por último, cuenta con el Pack Basic y Confort incluidos. Además cuenta con una edición limitada denominada Renault Captur Helly Hansen que incluye un extra en equipamiento: sistema de sonido con 12 altavoces y control de descenso de pendientes

### Adaptación para Mercados Emergentes
Se ha hecho una adaptación para mercados emergentes, bajo la plataforma B0 que utiliza Dacia para su modelo Duster, iniciándose en Rusia a principios del 2016 denominado Kaptur evitando confusión con el otro modelo. Para finales del mismo año empezó su fabricación en Brasil, para abastecer al mercado centro y suramericano.
A diferencia del modelo fabricado en Valladolid, este posee una distancia mayor entre ejes, mayor altura al piso, y opción 4x4 (en algunos mercados), así como algunas diferencias sutiles en cuanto a equipamiento. Se comercializa con dos opciones de motorización. El F4R 2.0, de 16 válvulas y 143 caballos de vapor (105 kW), y el 1.6 L HR16DE de origen Nissan con 117 caballos de vapor (86 kW), acoplado a una caja de velocidades de 5 marchas en su versión entrada de gama Life y una caja automática CVT de 6 marchas en su versión de tope de línea, denominada Intens. En el año 2021 se espera un rediseño y lanzamiento en Brasil, reemplazando al modelo existente. Habrá novedades en motorizaciones, adoptando una nueva planta mecánica de 1.3 Turbo de cuatro cilindros de 158 caballos, remplazando así al 2.0 F4R de 143 caballos de vapor. 
|                                                                                   |
| Renault Captur para mercados emergentes, comercializado en Rusia y Latinoamérica. |

|                                     |
| Renault Captur fabricado en Brasil. |

### Motorizaciones
| Motores de gasolina            | Motores de gasolina                       | Motores de gasolina                              | Motores de gasolina                               | Motores diésel                                    | Motores diésel                               |         |
|                                | 0.9 TCe                                   | 1.3 TCe                                          | 1.2 TCe                                           | 1.5 dCi                                           | 1.5 dCi                                      | 1.5 dCi |
| ------------------------------ | ----------------------------------------- | ------------------------------------------------ | ------------------------------------------------- | ------------------------------------------------- | -------------------------------------------- | ------- |
| Periodo                        | 2013-presente (1.3 TCe a partir del 2021) | 2013-presente (1.3 TCe a partir del 2021)        | 2013-presente (1.3 TCe a partir del 2021)         | 2013-presente                                     | 2015-presente                                |         |
| Tipo de motor                  | L3 12v, turbo                             | L4 16v, inyección directa, turbo                 | L4 16v, inyección directa, turbo                  | L4 8v, inyección directa, common-rail, turbo      | L4 8v, inyección directa, common-rail, turbo |         |
| Cilindrada                     | 898 cm³                                   | 1289 cm³                                         | 1197 cm³                                          | 1461 cm³                                          | 1461 cm³                                     |         |
| Relación de compresión         | 9.5: 1                                    | 9.5: 1                                           | 9.5: 1                                            | 15.2: 1                                           | 16.0: 1                                      |         |
| Potencia máxima: CV (kW) @ rpm | 90 CV (66 kW) @ 5250                      | 158 CV                                           | 120 CV (88 kW) @ 4900                             | 90 CV (66 kW) @ 4000                              | 110 CV (81 kW) @ 4000                        |         |
| Par máximo: Nm @ rpm           | 135 Nm @ 2500                             |                                                  | 220 Nm @ 1750                                     | 260 Nm @ 1750                                     |                                              |         |
| Tracción                       | Delantera                                 | Delantera                                        | Delantera                                         | Delantera                                         | Delantera                                    |         |
| Transmisión                    | Manual, 5 velocidades                     | Manual, 6 velocidades / Automática CVT 8 marchas | Manual, 6 velocidades / Automática, 6 velocidades | Manual, 5 velocidades / Automática, 6 velocidades | Manual, 6 velocidades                        |         |
| Aceleración 0–100 km/h         | 12.9 s                                    | 8,8                                              | 9.9 s                                             | 14.3 s                                            | 12.0 s                                       |         |
| Velocidad máxima               | 171 km/h                                  | 190 Km/H (Limitada)                              | 182 km/h                                          | 171 km/h                                          | 175 km/h                                     |         |
| Consumo combinado (L/100 km)   | 5.1                                       | 6,3                                              | 5.5                                               | 3.7                                               | 3.7                                          |         |

## Segunda generación
En 2019 se presentó la segunda generación del Captur, el cual es una evolución de la anterior generación, pues el diseño es muy similar.  

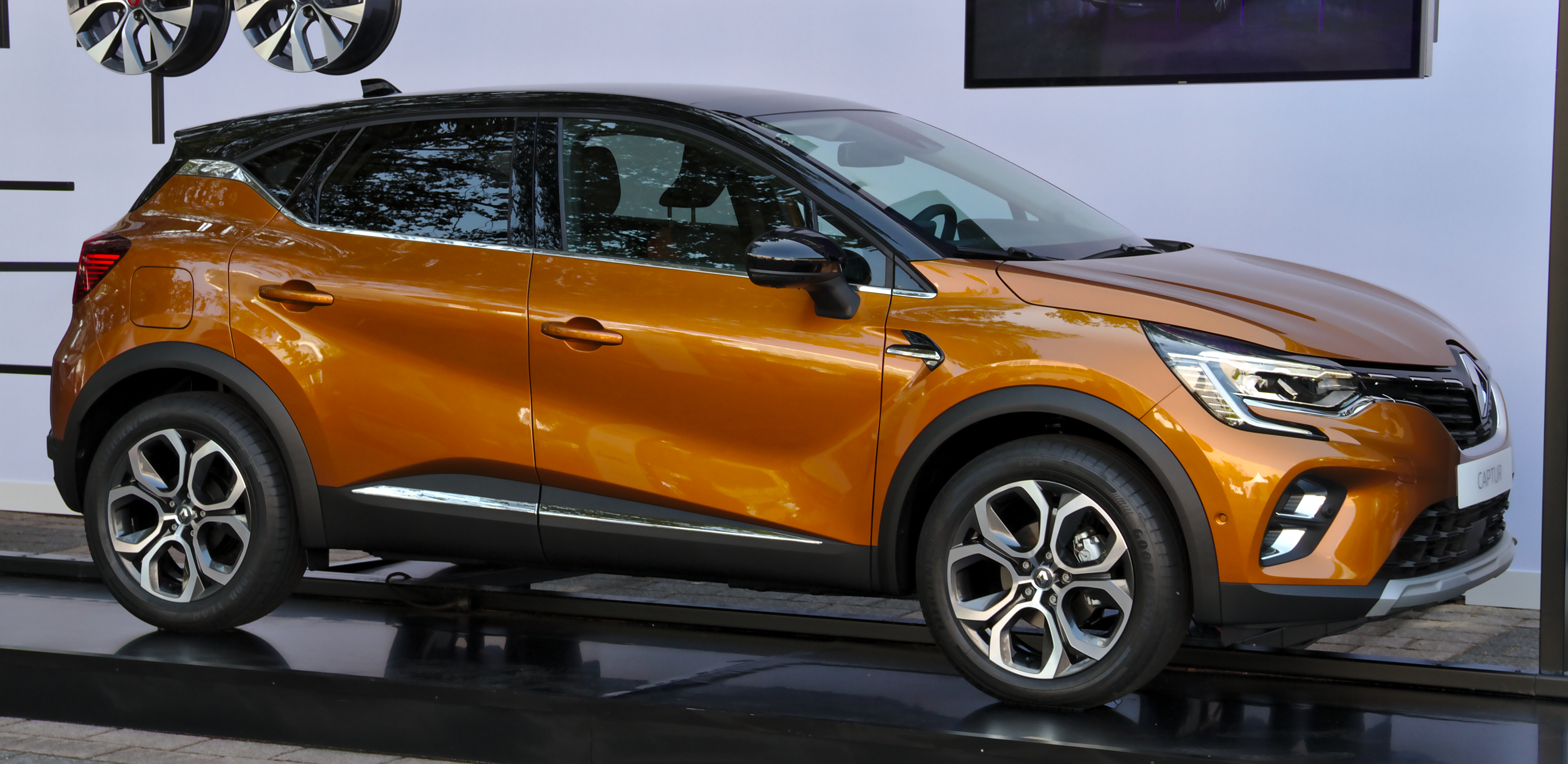
Renault Captur II.

## Prototipos del Renault Captur
En 2011 se presentó el Renault Captur concept, modelo del cual se basaría la versión comercial dos años después. 

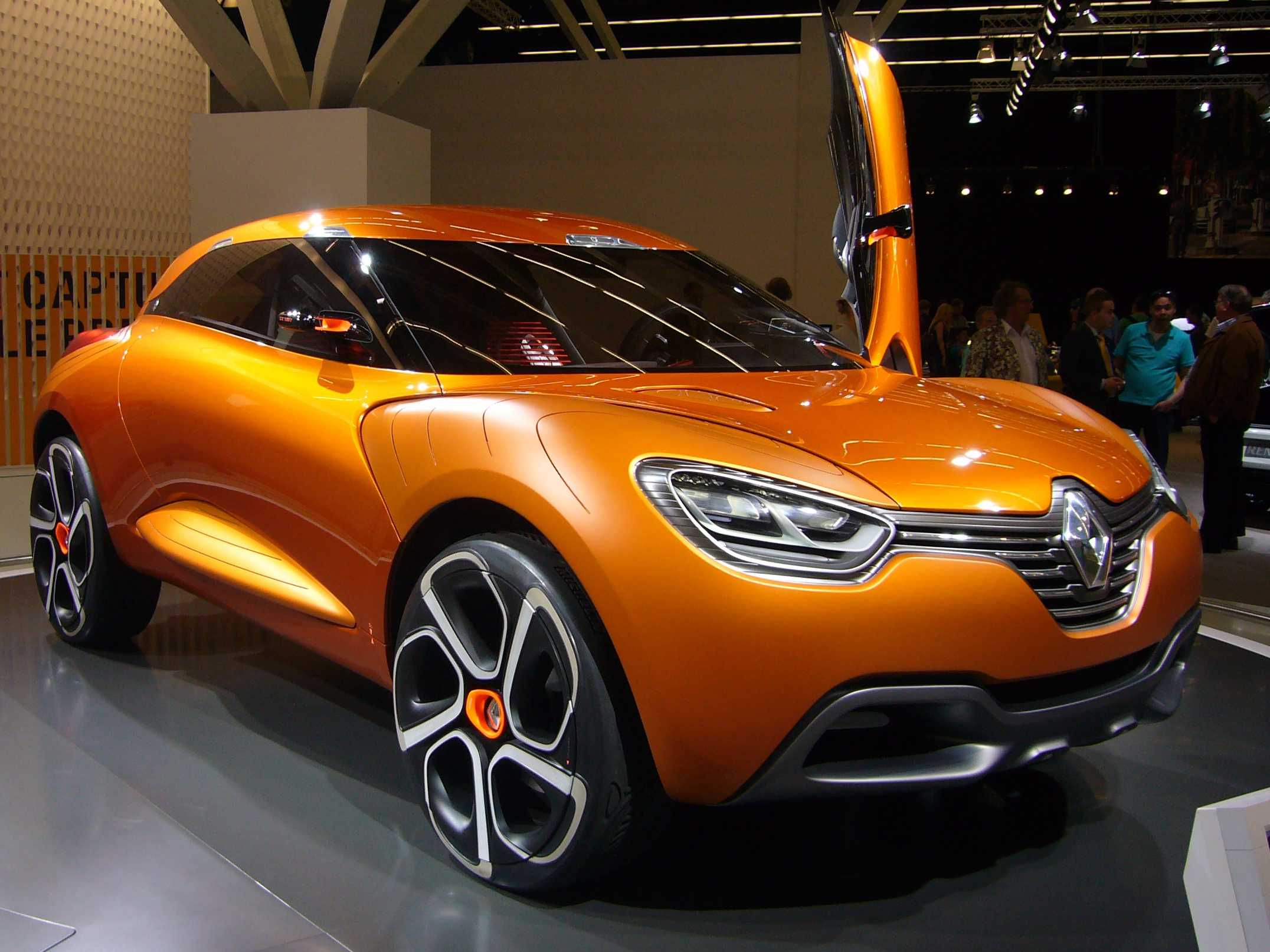
Renault Captur Concept 2011.